# 西宮駅 (阪神)
西宮駅（にしのみやえき）は、兵庫県西宮市田中町にある、阪神電気鉄道本線の駅。駅番号はHS 17。

## 概要
平日朝のみ運転される区間特急以外の全営業列車が停車する、西宮市の代表駅の一つである。西宮市役所及び西宮神社の最寄駅であり、同市の古くからの中心市街地に位置している。阪急の西宮北口駅やJR西日本の西宮駅と名称を区別するために、地元では「阪神西宮」あるいは略して「阪西」と呼ばれる。阪神電車の駅としては最北端の駅に位置する。

## 歴史

### 年表

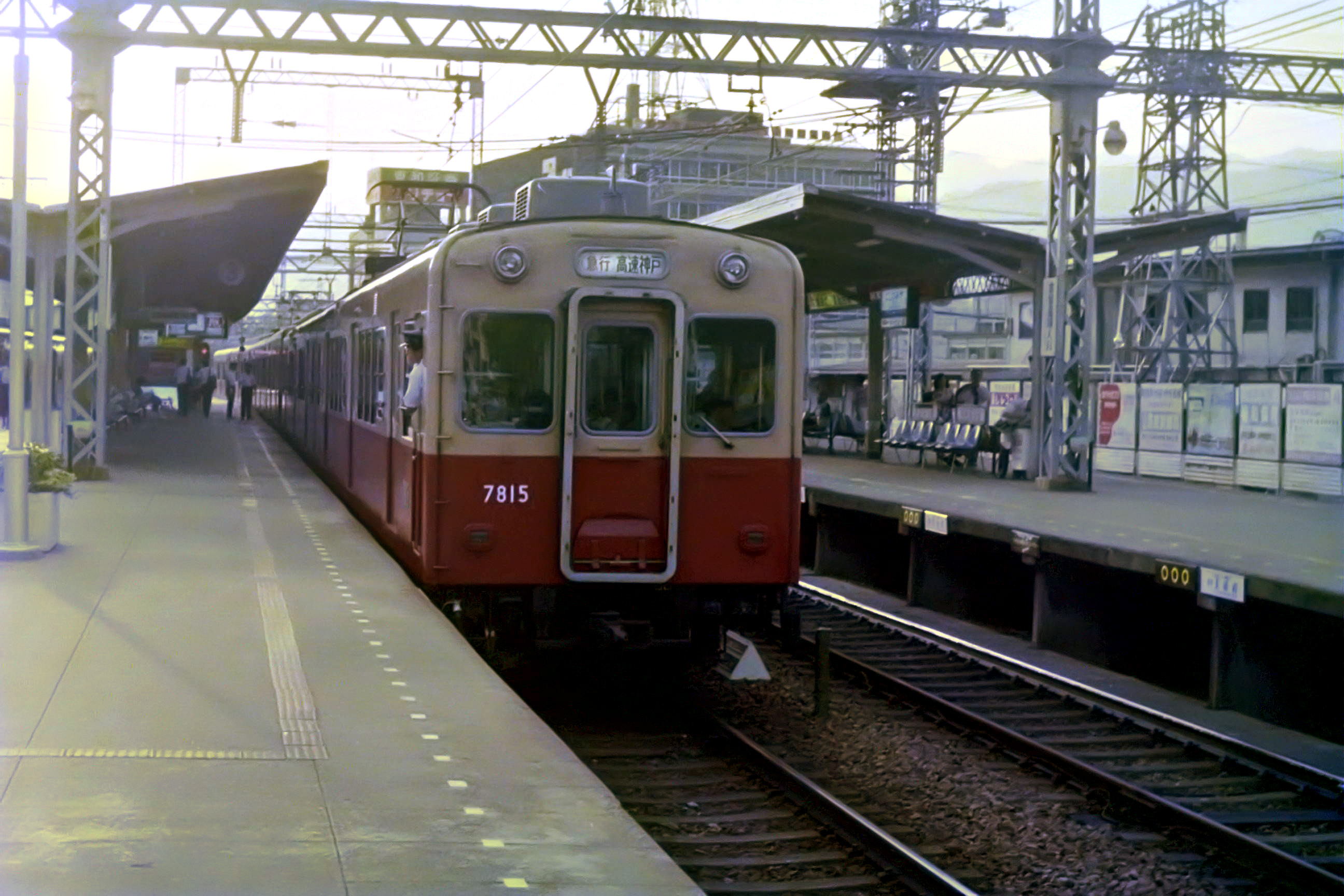
地上駅時代の阪神西宮駅（1984年）

- 1905年（明治38年）4月12日：阪神本線の開業と同時に開業[2]。
- 1990年（平成2年）9月1日：接近・発車メロディを導入[5]。
- 1995年（平成7年）
  - 1月17日：阪神・淡路大震災発生により阪神本線運休[6]。
  - 1月26日：甲子園駅 - 青木駅間運転再開により営業再開（同年6月26日に全線復旧）[6]。
- 1998年（平成10年）5月30日：下り線のみ高架駅となる[7]。
- 2001年（平成13年）3月3日：上り線も高架駅となり、同時に西宮東口駅（今津駅と当駅の間にあった）を統合[2]。従来の改札口を「えびす口」と称するようになり、新たに「市役所口」を新設する[8]。
- 2014年（平成26年）4月1日：駅番号導入[9][10]。
- 2020年（令和2年）3月14日：平日朝ラッシュ時上り2本の急行が区間急行に置き換えられる事に伴い、同列車の停車駅となった。

### 鉄道唱歌
1908年（明治41年）に『鉄道唱歌』の作者である大和田建樹が阪神電気鉄道からの依頼を受け、同社線の宣伝のため作詞した『阪神電車唱歌』では、以下のように西宮が歌われており、当時ここに西宮神社のほか、海水浴場があったことを示していた。
7.戎の神に参詣の　老若つどふ西宮　御前の浜の風景は　歌にも詩にも尽くされず
8.松原涼しく波清く　夏は海水浴場と　なりて西より東より　人の集まる此海邊（このうみべ）

## 駅構造
待避設備を持つ島式ホーム2面4線の高架駅。駅周辺の立体交差化事業自体は1980年から始められたが、宮水の水脈への影響を懸念し、少しずつその影響がないかを確認しながら慎重に工事を進めたため、完成まで20年以上もの歳月を要した。
神戸寄りには引き上げ線2本が設置されている。この引き上げ線では主に急行が折り返すほか、ダイヤの乱れにより快速急行が当駅で運転を打ち切られた際に使用した例もある。 ホーム有効長は高架化時に将来を見越し200mに延伸され、阪神/山陽車10両編成（近鉄車8両編成）の停車が可能となっているが、用意されている停止位置目標は「4」「6」「近6」「8」「近8」のみである。ホームは現状では使用されていないスペースはフェンスで区切られ立ち入れなくなっているが、そのスペースにも駅名標はすでに設置されている。
地上駅時代の出口に近い側を「えびす口」、統廃合された西宮東口駅の代替である東口を「市役所口」としている。このうち、えびす口の改札は改札機を増設できるスペースが確保されており（通常時は広告枠の付いたバリケードで封鎖）、西宮神社への参拝客が多く利用する十日えびす（毎年1月10日とその前後の3日間）など特に乗降客が多く見込まれる日には臨時で改札機が増台される。
えびす口高架下にはエビスタ西宮があり、阪神百貨店西宮店が出店している。
2024年6月よりQRコード乗車券のサービスが開始されるのに合わせて、2023年11月に市役所口がQRコードが利用できる改札機に更新された（のち、えびす口の改札機も更新）。
当駅の到着前に、エビスタ西宮の営業時間帯における車内放送では「次は、西宮、エビスタ西宮前です」と案内されている。また毎年1月9日から1月11日にかけて西宮神社で行われる十日えびすの期間中は、車内放送で「次は、西宮、西宮えびすです」と案内される。
地上駅時代は、踏切が閉まっている際に無理な横断をされるのを防ぐため、「構内通行券」が無料発行されていた。この券を使って駅構内の地下道を経由して自由に駅の南北を往来できたため、この通行券は実質的な無料の入場券であった。
地上駅時代も2面4線の配線だったが、西側の引上線が1線のほかに、1番線の北側に留置線が設置されており、現行の当駅の配線と若干異なっていた。この留置線は阪神甲子園球場への野球観客輸送時の臨時列車の待機で使用していたほか、夜間停泊の車両の留置に使用されていた。この留置線からは大阪方面へのみ直接出発が可能で、神戸方面へ出発する場合は東側の渡り線を使って転線していた。
平日朝ラッシュ時に運転される当駅通過の大阪梅田方面の区間特急は、必ず警笛を鳴らして通過する。

### のりば
| 番線 | 路線  | 方向 | 行先                               |
| ---- | ----- | ---- | ---------------------------------- |
| 1    | ■本線 | 上り | 尼崎・大阪（梅田）・難波・奈良方面 |
| 2    | ■本線 | 上り | 尼崎・大阪（梅田）・難波・奈良方面 |
| 3    | ■本線 | 下り | 神戸（三宮）・明石・姫路方面       |
| 4    | ■本線 | 下り | 神戸（三宮）・明石・姫路方面       |

内側2線（2番線と3番線）が主本線、外側2線（1番線と4番線）が待避線である。
| ← 本線 : 梅田方面 | 西宮駅配線図 | → 本線 : 神戸三宮・元町方面 |
| 凡例 出典:        |              |                             |

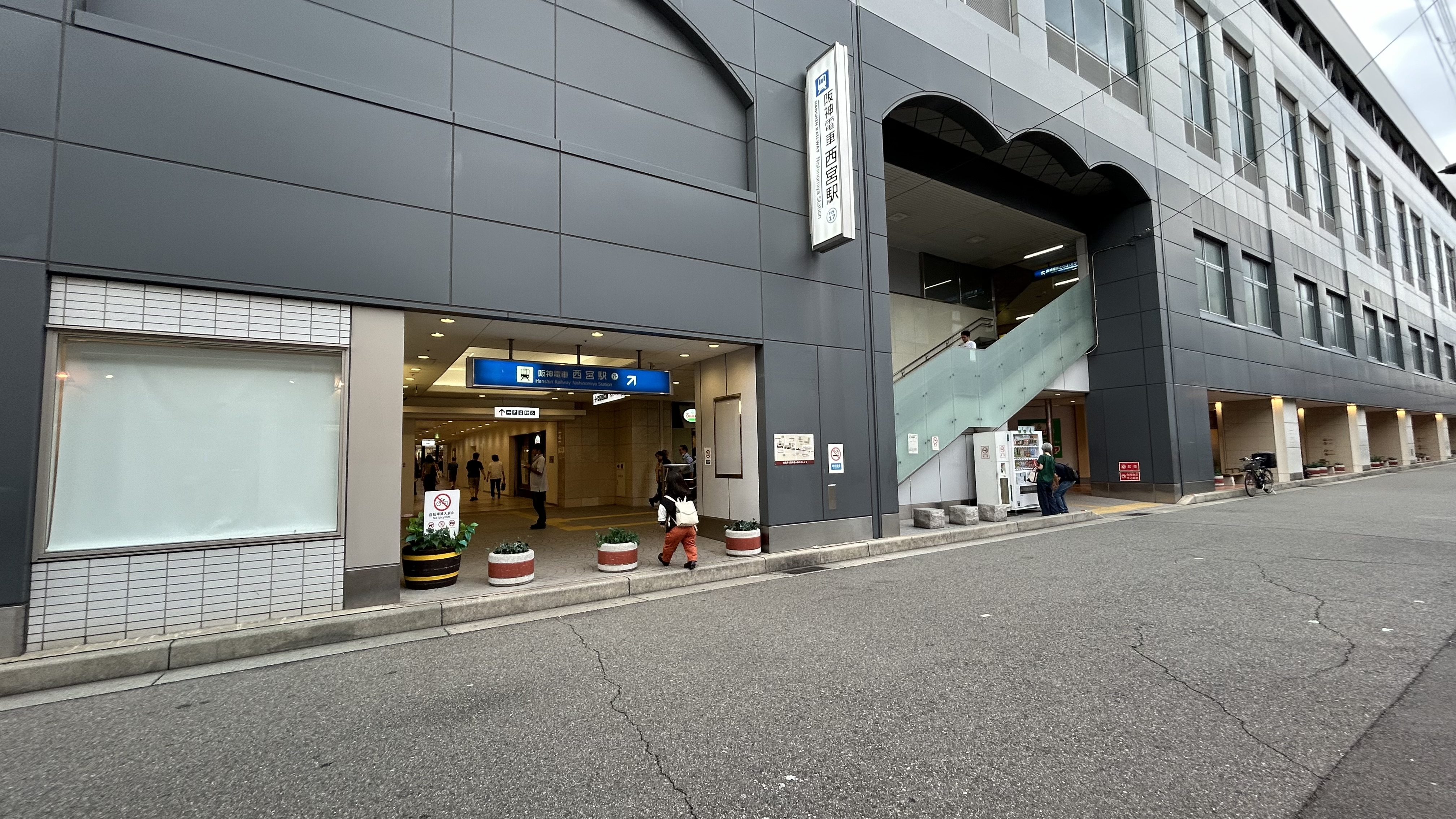
南口
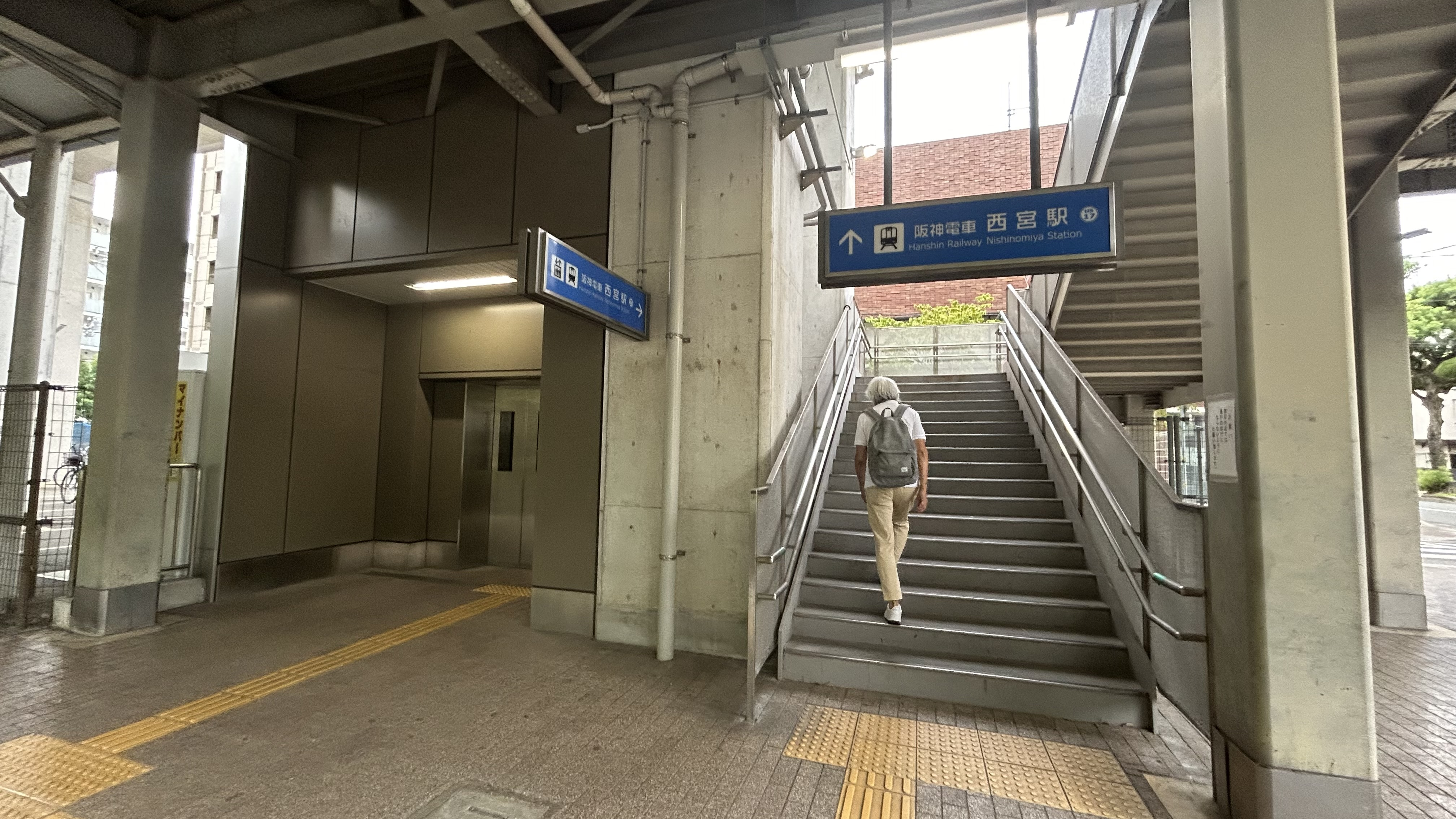
市役所口
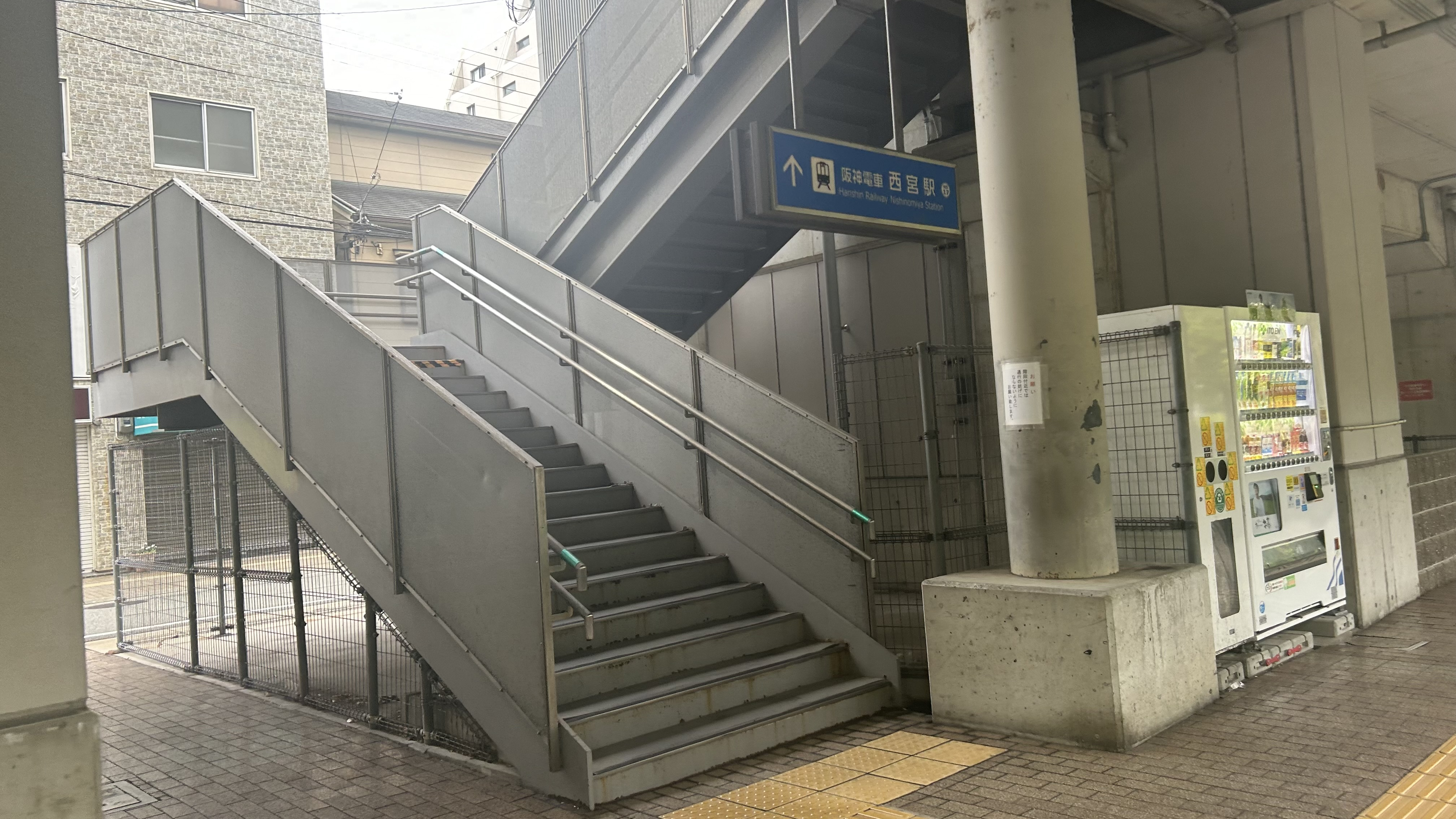
市役所口
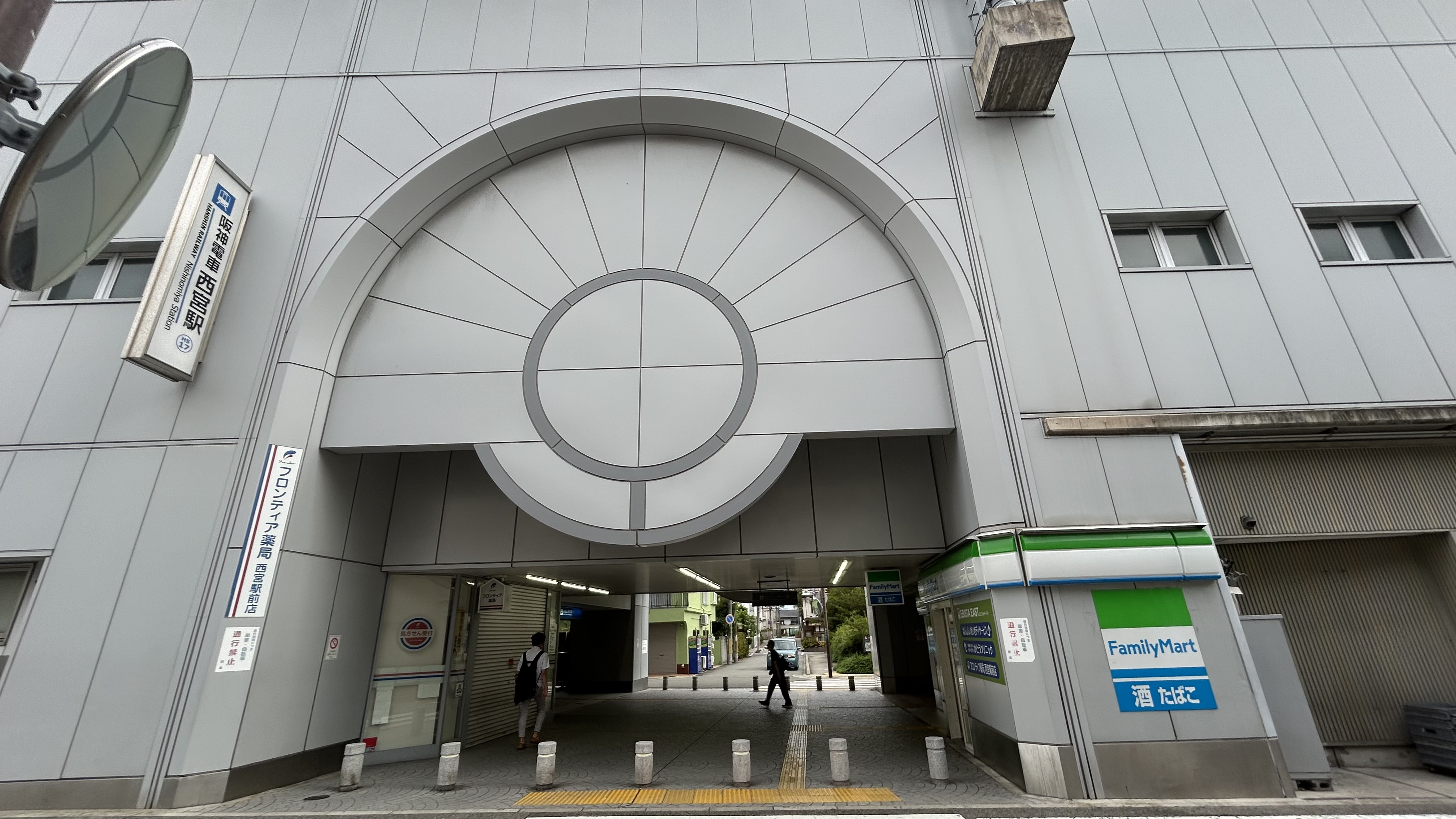
南口
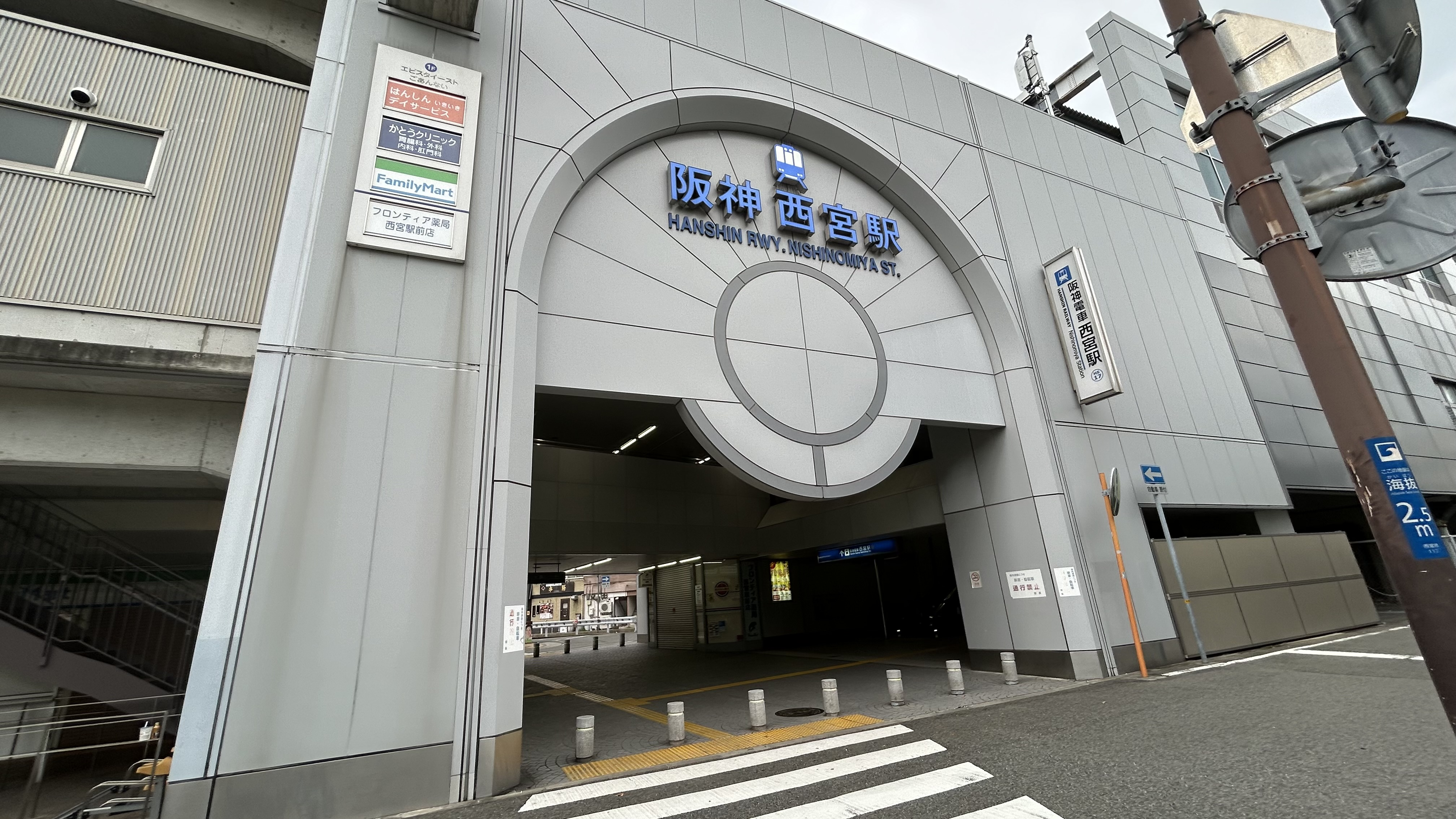
北口
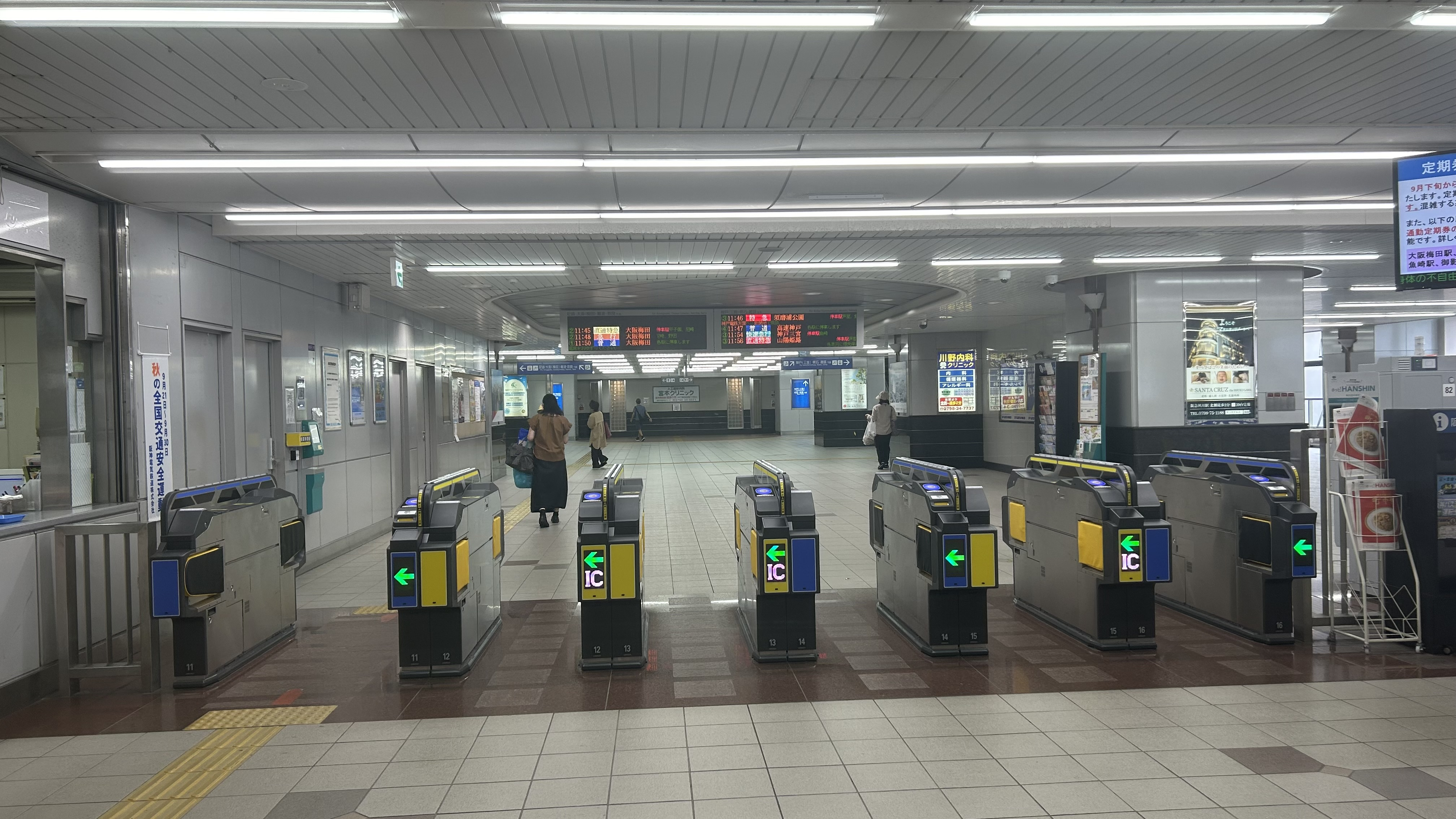
戎口
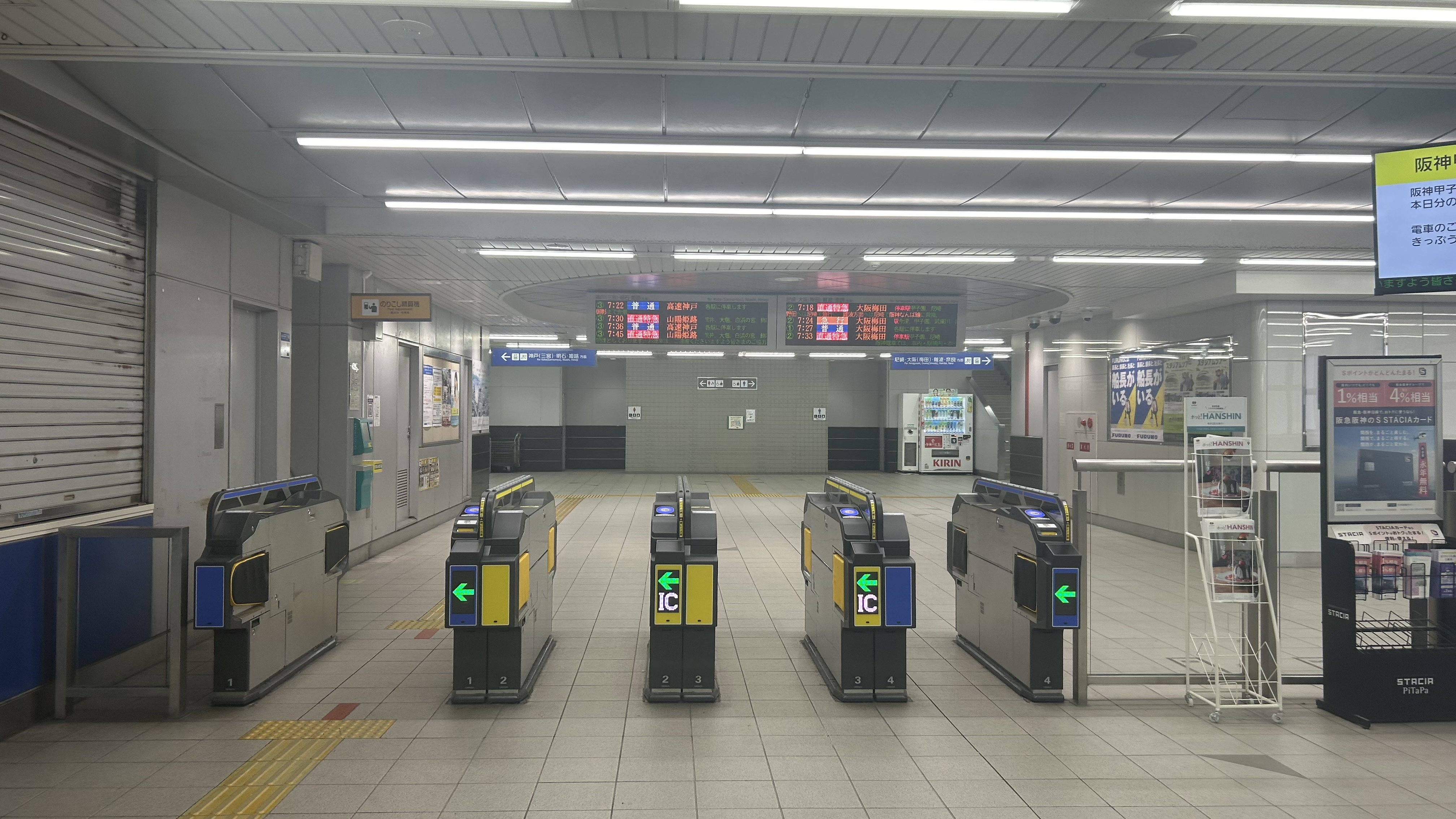
市役所口
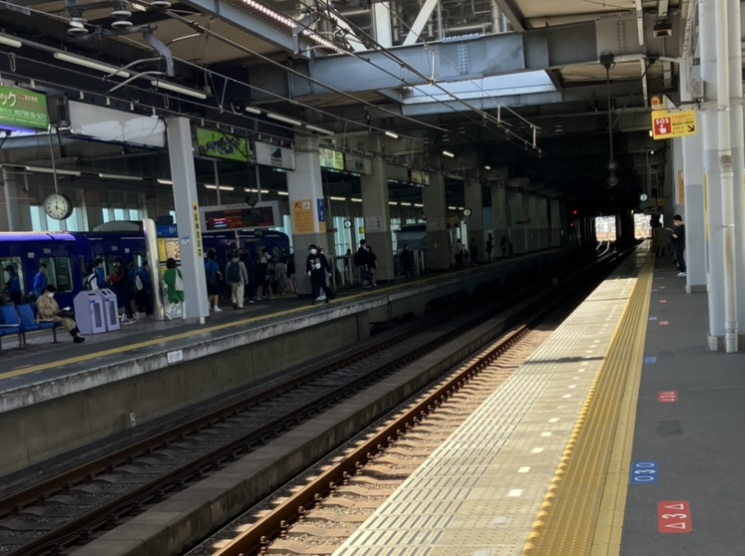
ホーム

### トイレ
トイレは戎・市役所改札内にある。

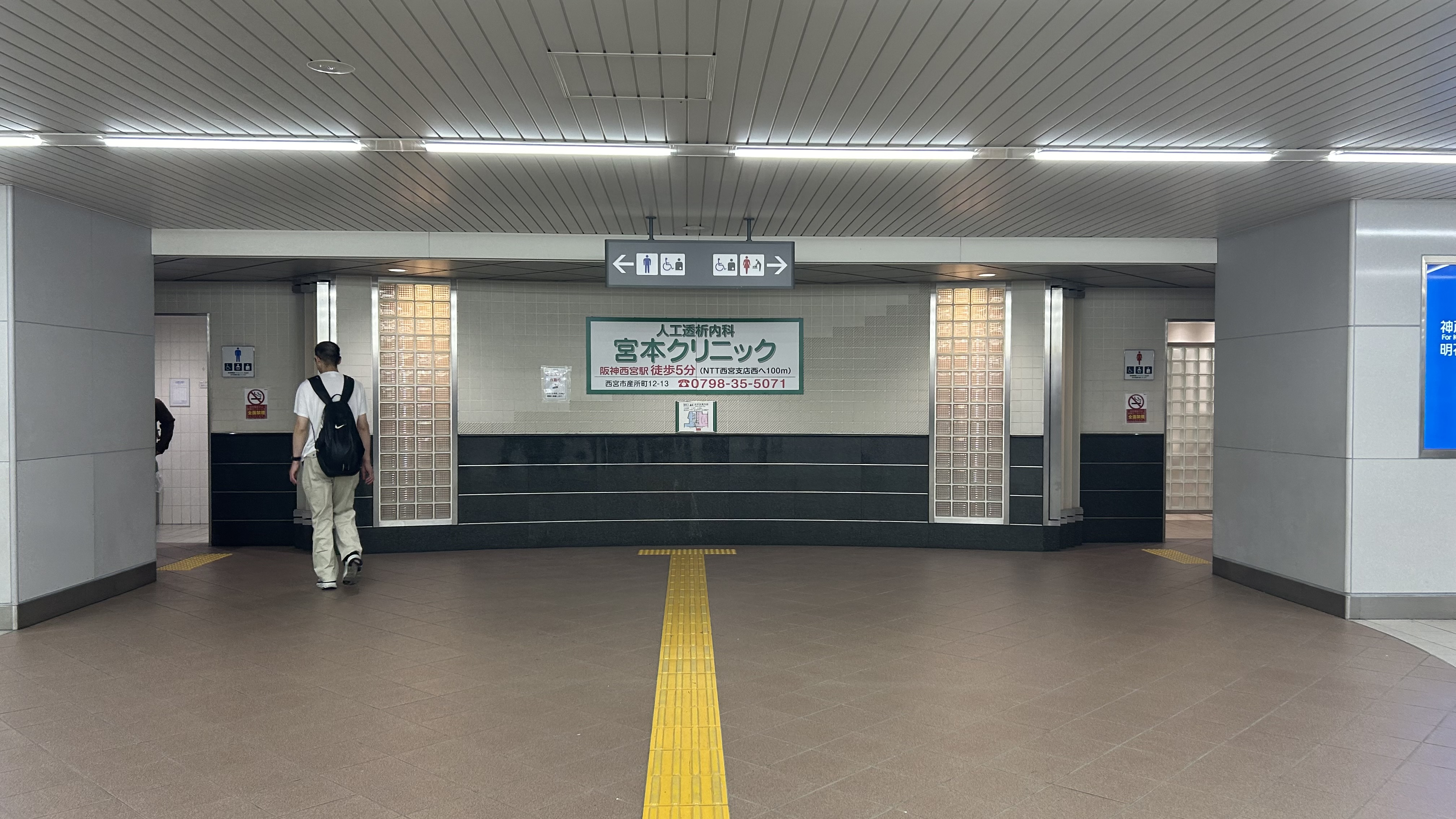
戎改札内トイレ
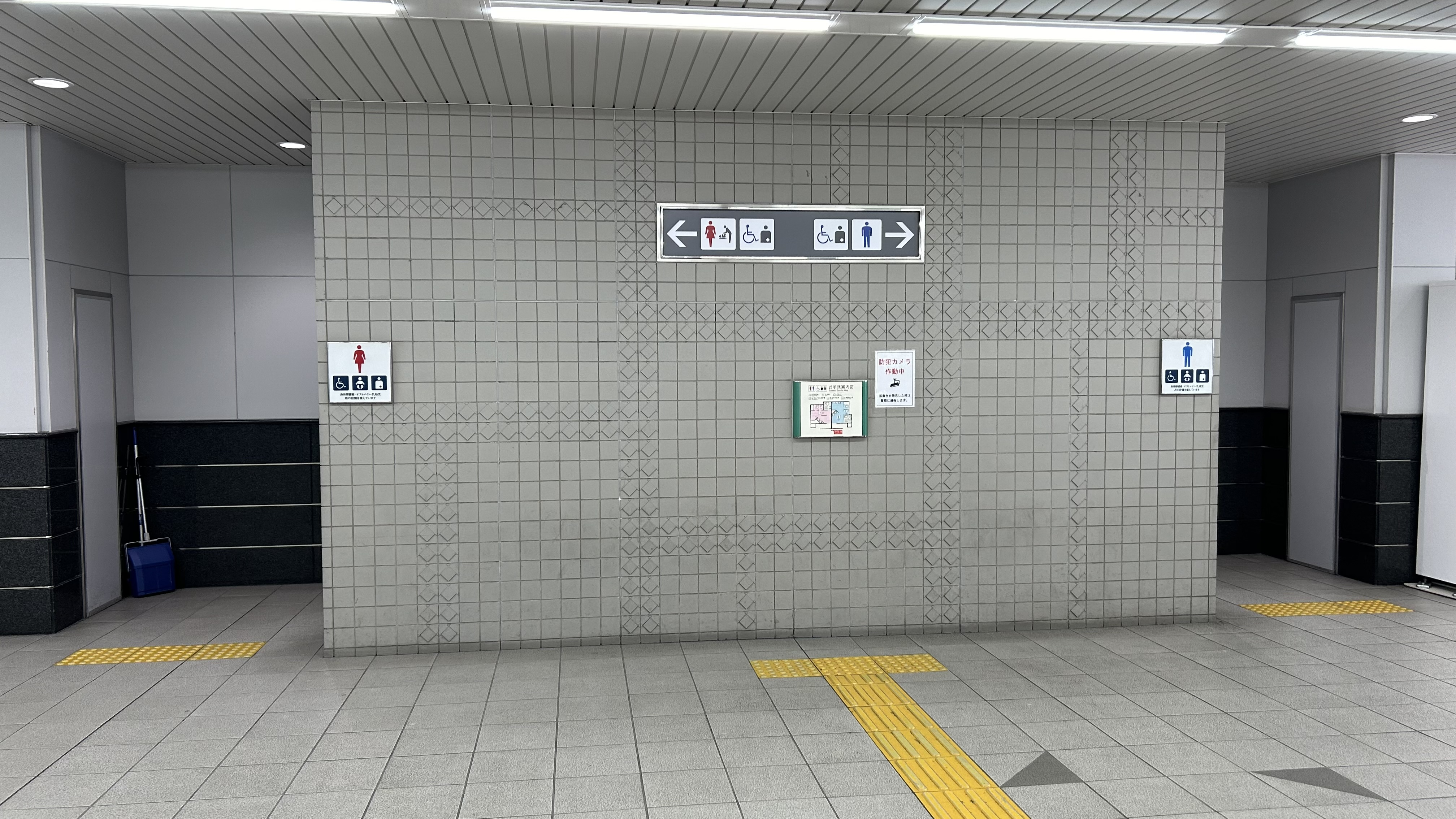
市役所改札内トイレ

## 利用状況
2023年11月平均の乗降人員は46,673人である。阪神本線の駅では大阪梅田駅・神戸三宮駅・甲子園駅・尼崎駅に次いで第5位である。同じ西宮市内ではJRの西宮駅より多いが、阪急の西宮北口駅より少ない。
各年度の11月平均利用状況は下表の通り。
| 年度               | 乗車人員 | 降車人員 | 乗降人員 | 順位 | 出典       |
| ------------------ | -------- | -------- | -------- | ---- | ---------- |
| 2019年（令和元年） | 23,993   | 24,584   | 48,577   | 5位  | [ 阪神 1 ] |
| 2020年（令和02年） | 20,035   | 20,508   | 40,543   | 5位  | [ 阪神 2 ] |
| 2021年（令和03年） | 20,633   | 21,205   | 41,838   | 5位  | [ 阪神 3 ] |
| 2022年（令和04年） | 21,846   | 22,382   | 44,228   | 5位  | [ 阪神 4 ] |
| 2023年（令和05年） | 23,078   | 23,595   | 46,673   | 5位  | [ 阪神 5 ] |

### 年間乗車人員
近年の1年間の乗車人員は以下の通り。なお下表内の数値の単位は全て「千人」である。
| 年度               | 年間 乗車人員 | 出典          |
| ------------------ | ------------- | ------------- |
| 2003年（平成15年） | 6,110         | [ 西宮市 1 ]  |
| 2004年（平成16年） | 6,612         | [ 西宮市 1 ]  |
| 2005年（平成17年） | 6,949         | [ 西宮市 1 ]  |
| 2006年（平成18年） | 7,129         | [ 西宮市 1 ]  |
| 2007年（平成19年） | 7,163         | [ 西宮市 1 ]  |
| 2008年（平成20年） | 7,123         | [ 西宮市 1 ]  |
| 2009年（平成21年） | 7,284         | [ 西宮市 2 ]  |
| 2010年（平成22年） | 7,400         | [ 西宮市 3 ]  |
| 2011年（平成23年） | 7,423         | [ 西宮市 4 ]  |
| 2012年（平成24年） | 7,368         | [ 西宮市 5 ]  |
| 2013年（平成25年） | 7,425         | [ 西宮市 5 ]  |
| 2014年（平成26年） | 7,735         | [ 西宮市 5 ]  |
| 2015年（平成27年） | 7,963         | [ 西宮市 5 ]  |
| 2016年（平成28年） | 8,071         | [ 西宮市 6 ]  |
| 2017年（平成29年） | 8,179         | [ 西宮市 7 ]  |
| 2018年（平成30年） | 8,228         | [ 西宮市 8 ]  |
| 2019年（令和元年） | 8,806         | [ 西宮市 9 ]  |
| 2020年（令和02年） | 6,704         | [ 西宮市 10 ] |
| 2021年（令和03年） | 7,096         | [ 西宮市 11 ] |
| 2022年（令和04年） | 7,774         | [ 西宮市 12 ] |

## 駅周辺
西宮市役所、西宮神社の最寄駅である。西宮市は西宮神社の門前町として長い歴史を持つことから、西宮神社の最寄駅である当駅周辺は西宮市の古くからの中心市街地である。一方で、近年は西宮スタジアム跡地に大型商業施設の阪急西宮ガーデンズが開業するなど、阪急電鉄の西宮北口駅一帯の発展が著しい。今後は、2030年度を目途に、駅北側で再開発が行われる予定。
- タクシー乗り場（北口・南口・東口　阪神タクシー専用）
- エビスタ西宮[2]
- ダイエー 阪神西宮店
- 西宮神社（西宮戎）[2]
- 西宮市役所[2]
- 西宮市民会館（アミティホール）
- 西宮簡易裁判所
- 西宮税務署
- 兵庫県立西宮病院
- 西宮郵便局
  - ゆうちょ銀行西宮店
- 西宮戎郵便局
- 西宮常磐郵便局
- 西宮本町郵便局
- 三井住友銀行西宮支店・西宮法人営業部・甲東支店（旧・西宮銀行→神戸銀行→太陽神戸銀行→太陽神戸三井銀行→さくら銀行）  - ※2023年12月11日より、甲東支店が移転し共同店舗となった。
- 播州信用金庫 西宮支店
- 尼崎信用金庫 阪神西宮支店
- 朝日新聞阪神支局
- 白鹿記念酒造博物館
- 西日本旅客鉄道（JR西日本）東海道本線（JR神戸線） さくら夙川駅
- 旧辰馬喜十郎住宅 - 辰馬本家酒造創業者の旧邸。擬洋風建築、県指定文化財。
- 白鷹禄水苑
- アンリ・シャルパンティエハーバースタジオ43
- 戎座人形芝居館（2012年12月に閉館）

1974年に廃止された阪神国道線は駅のすぐ北を通る国道2号（阪神国道）上に敷設されており、阪神西宮駅の最寄り駅として西宮戎駅を設けていた。同線には別に西宮駅前駅が2つ野田寄りに設けられていたが、同駅は阪神ではなく、東海道本線西ノ宮駅（現在のJR神戸線西宮駅）の最寄り駅であった。

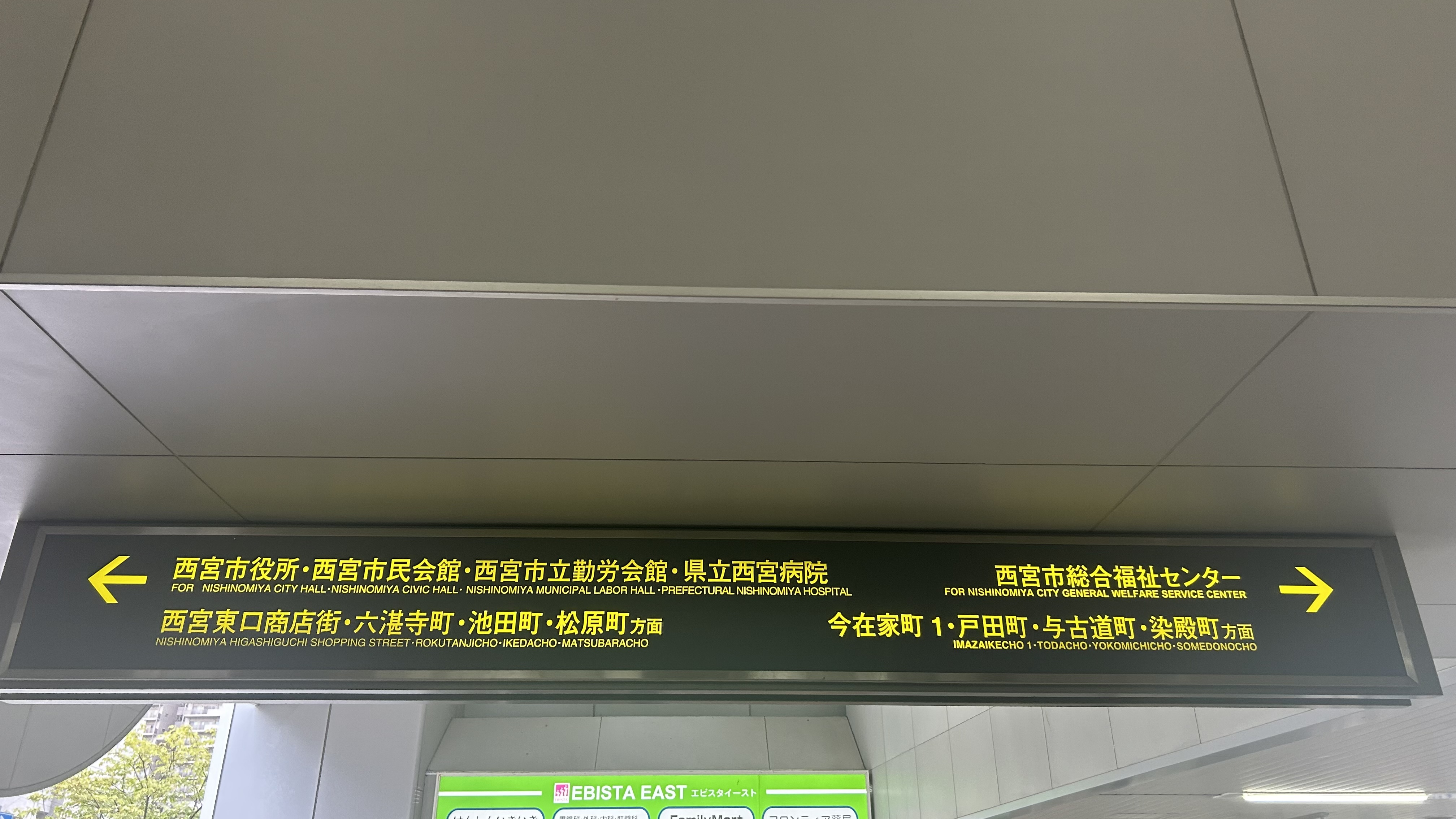
市役所口出口案内

## バス路線

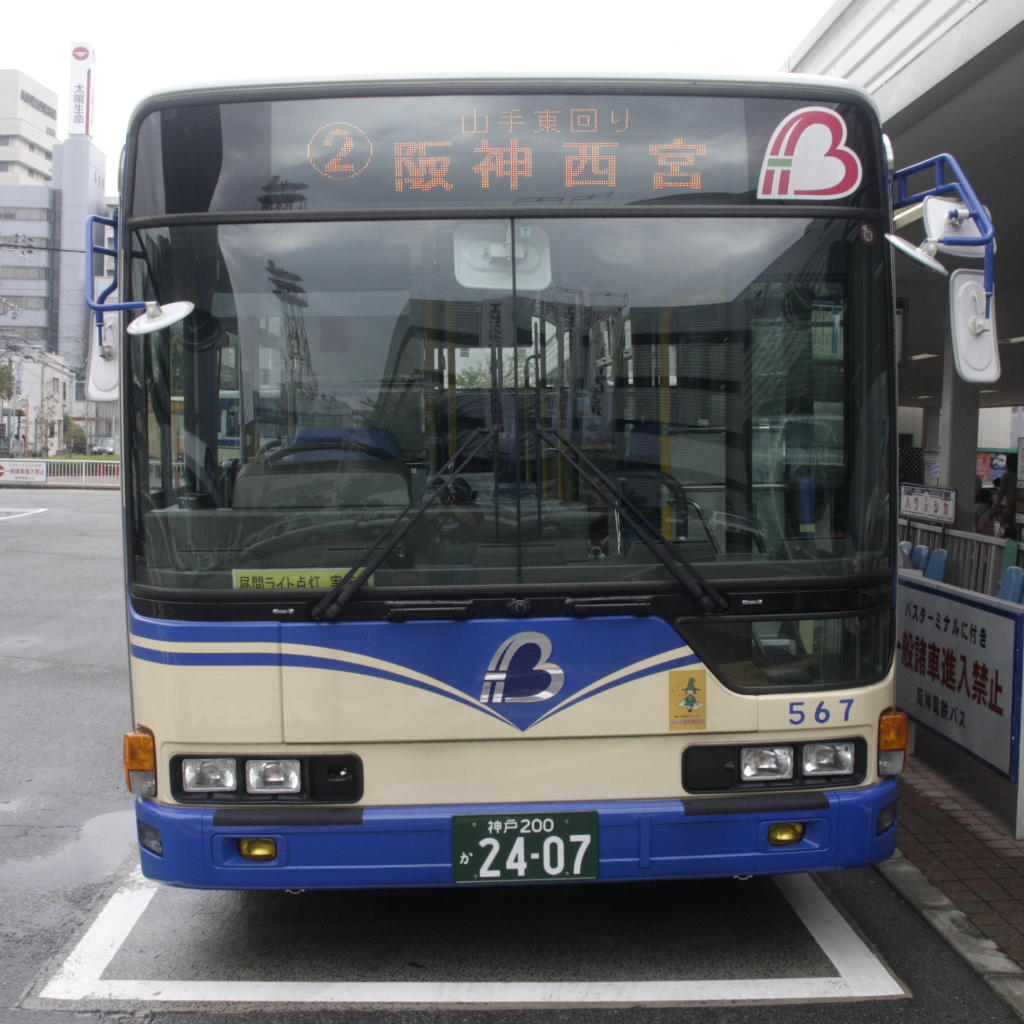
阪神バス

駅前（主に北口）ロータリーを中心に阪神バスと阪急バスが発着。

### 阪神バス
停留所名は北口が「阪神西宮」、南口が「阪神西宮南口」。
北口については、駅舎前に1・2番のりばとおりばがあり、ロータリー中央の島状になっている部分に3 - 6番のりばが設置されている。7番のりばはロータリーから外れた国道2号方面へ向かう路上にある。さらにロータリーの向かいには阪神バスの登記上の本店所在地でもある西宮車庫がある。
尼崎西宮線のみ尼崎営業所が、その他の路線は西宮浜営業所が担当。
この他、阪神西宮駅東口停留所にマリナパーク線が、西宮戎（阪神西宮駅北）停留所に尼崎西宮線・西宮神戸線が停車する（いずれも駅前ターミナルにも乗り入れているため、下表からは省略する）。
| のりば | のりば | 路線           | 行先                        | 備考                                                                     |
| ------ | ------ | -------------- | --------------------------- | ------------------------------------------------------------------------ |
| 北     | 1      | 西宮山手線     | 1：西回り                   |                                                                          |
| 北     | 1      | 鷲林寺線       | 7-1：西回り                 | 一部は西宮甲山高校前を経由しない                                         |
| 北     | 2      | 西宮山手線     | 2：東回り                   | 一部はJR西宮経由                                                         |
| 北     | 2      | 鷲林寺線       | 7-2：東回り                 | 一部は西宮甲山高校前を経由しない。平日夕方2本のみ阪急夙川経由            |
| 北     | 3      | 尼崎西宮線     | 阪神尼崎                    |                                                                          |
| 北     | 4      | 西宮団地線     | 浜甲子園団地方面            |                                                                          |
| 北     | 5      | 西宮北口線     | 西宮北口                    | 阪急バス16系統との共同運行扱い（阪神バス便は土休日1本のみ）              |
| 北     | 6      | 西宮神戸線     | 神戸税関前                  |                                                                          |
| 北     | 7      | 西宮甲子園線   | 阪神甲子園                  | のりばは西宮郵便局南側の駐車場の横。土休日1本のみ運行                    |
| 南     | 1      | マリナパーク線 | マリナパーク方面/西宮浜中央 | 大回り循環と小回り循環がある（大回り循環が中心）。一部は西宮浜中央止まり |
| 南     | 2      | 西宮浜手線     | 浜手循環                    | 朝夕の便は西宮回生病院前を経由しない                                     |

#### 空港リムジンバス
阪神バス・関西空港交通・阪急観光バスの共同運行で関西国際空港行きのリムジンバスが発着。のりばは北口の西宮郵便局南側の駐車場の横（7番のりばの北側）。

### 阪急バス
駅前ロータリーへの乗り入れは阪神バス西宮北口線との共同運行扱いとなっている16系統（と26系統の到着便）のみであり、系統により駅連絡停留所が「阪神西宮駅東」「西宮市役所前（阪神西宮駅東口）」「西宮戎」と分散している。
西宮戎停留所には、一般路線のほかにさくらやまなみバスと呼ばれる阪急バスが運行を担当している西宮市のコミュニティバスも発着している。
| 停留所名                       | のりば | 路線       | 行先                              | 備考                                                            |
| ------------------------------ | ------ | ---------- | --------------------------------- | --------------------------------------------------------------- |
| 阪神西宮                       | 5      | 西宮市内線 | 16系統：阪急甲東園駅              | 阪神バス西宮北口線との共同運行扱い（阪急バス便は1日3本のみ）    |
| 阪神西宮駅東                   | 北向き | 西宮市内線 | 6系統：JR西宮駅                   | 土休日朝1本のみ                                                 |
| 阪神西宮駅東                   | 北向き | 西宮市内線 | 24系統：阪急西宮北口駅/JR西宮駅   | 土休日夕方の一部はJR西宮駅止まり                                |
| 西宮市役所前（阪神西宮駅東口） | 南向き | 西宮市内線 | 24系統：朝凪町/誠成公倫会館       | 誠成公倫会館止まりあり。誠成公倫会館休館日は日中の一部が運休    |
| 西宮戎                         | 西向き | 西宮市内線 | 1系統：西宮甲山高校前             | 阪神バス鷲林寺線との共同運行扱い（阪急バス便は平日早朝1本のみ） |
| 西宮戎                         | 西向き | 西宮市内線 | 2系統：甲山墓園前                 | 阪神バス鷲林寺線との共同運行扱い（阪急バス便は1日2本のみ）      |
| 西宮戎                         | 東向き | 西宮市内線 | 1・2系統：阪急西宮北口駅/JR西宮駅 | 平日夕方に1・2系統それぞれ1本ずつ、JR西宮駅止まりあり           |
| 西宮戎                         | 東向き | 西宮市内線 | 7系統：阪急西宮北口駅             | 土休日朝1本のみ。江上町経由                                     |

## 隣の駅
阪神電気鉄道
本線
■直通特急（平日朝ラッシュの上りの一部）
尼崎駅 (HS 09) ← 西宮駅 (HS 17) ← 芦屋駅 (HS 20)
■直通特急（上記以外）・■特急・■快速急行（平日朝ラッシュ時）
甲子園駅 (HS 14) - 西宮駅 (HS 17) - 芦屋駅 (HS 20)
■区間特急
通過
■快速急行（平日日中以降・土休日）
今津駅 (HS 16) - 西宮駅 (HS 17) - 魚崎駅 (HS 23)
■急行（当駅以西は深夜の下り1本のみ）・■区間急行（上りのみ）
今津駅 (HS 16) - 西宮駅 (HS 17) - 芦屋駅 (HS 20)
■普通
今津駅 (HS 16) - 西宮駅 (HS 17) - 香櫨園駅 (HS 18)
- 前述したように2001年までは今津駅と当駅の間に西宮東口駅があった。また、当駅と打出駅の間に戎駅があった時期もあった（当時香櫨園駅は未開業）。

### 記事本文